# Xephyr
Xephyr  это дисплейный сервер реализующий дисплейный протокол X11 основанный на KDrive который использует окно на основном X сервере как его фрэймбуфер. Он был написан Мэтью Аллумом. Xephyr это реализация X сервера, работающего поверх другого запущенного X сервера. Так же он работает с Glamor. Будущие версии смогут использовать libinput. Замена Xephyr на  xf86-video-dummy и xf86-video-nested drivers в обычном X.Org сервере планируется как часть X11R7.8.

## Возможности
В отличие от похожего Xnest, Xephyr поддерживает современные расширения для X сервера (даже если основной сервер нет) такие как композитинг, урон, randr, прочие. Он использует SHM изображения и обновления теневого фреймбуфера для хорошей производительности. Он так же имеет режим визуальной отладки для отслеживания обновлений экрана.

## Ограничения
Xorg версия Xephyr использует только программный рендеринг OpenGL, но Feng Haitao разработал ответвление Xephyr которое поддерживает аппаратный рендеринг если нижестоящий X сервер имеет возможность.

## Пометки
1. ↑  ANNOUNCE: xorg-server 1.16.0. freedesktop.org (17 июля 2014). Дата обращения: 6 июня 2021. Архивировано 8 марта 2021 года.
2. ↑  Larabel, Michael. X.Org 7.8 Will Not Come For A While. Phoronix (16 июня 2012). Дата обращения: 11 февраля 2015. Архивировано 6 июня 2021 года.

## Внешние ссылки
- freedesktop.org/wiki/Software/Xephyr/ — официальный сайт Xephyr